# ヘテロ2本鎖核酸
ヘテロ2本鎖核酸（heteroduplex oligonucleotide、HDO）はアンチセンス核酸（ASO）やsiRNAの有効性をさらに向上し、問題点を改善した第3の核酸医薬として注目される新技術である。東京医科歯科大学の横田隆徳らによって開発された日本の技術である。

## 発見の経緯
HDOの発明以前の核酸医薬の主流はアンチセンス核酸とsiRNAであった。両者の核酸医薬は生体内で種々のエンドヌクレアーゼによる分解や腎臓からの排出を受けるため標的臓器への到達が低かった。さらに標的臓器に到達後も薬効を発揮するには血液中から細胞内に移動する必要がある。アンチセンス核酸やsiRNAは負に帯電した高分子であり細胞膜を透過しにくいといった課題があった。そのためLNP（lipid nano particle、脂質ナノ粒子）を用いたドラッグデリバリーシステムの開発やデリバリー分子を用いた細胞膜透過性を向上させる試みが行われていた。デリバリー分子結合核酸医薬でよく知られているのがN-アセチルガラクトサミン（GalNac）をセンス鎖に結合したsiRNAが知られている。
横田らは細胞膜透過性を亢進させるデリバリー分子を模索し、Toc（天然型ビタミンE、トコフェロール）を結合させたsiRNAがより高い肝臓・脳集積性とRNA抑制効果を示すことを報告していた。
アンチセンス核酸はsiRNAと比べ核内RNAも標的にすることが可能で、スプライシング制御やマイクロRNA阻害など創薬応用の幅が広い。そのためアンチセンス核酸のドラッグデリバリーについても活発に研究されていた。横田らはsiRNAと同様にアンチセンス核酸にTocを結合させることで有効性が向上できるのではないかと考えた。アンチセンス核酸にTocを結合させたToc-ASOはアンチセンス核酸単体と比較して有効性は向上せずむしろ低下した。横田らはこの結果からデリバリー分子は細胞内で切り離される必要があるのではないかと考えた。siRNAのセンス鎖にデリバリー分子を結合させた場合はアンチセンス鎖は細胞内でデリバリー分子と分離するが、Toc-ASOはアンチセンス鎖にデリバリー分子がついており、細胞膜に係留されたままになってしまうと考えた。そこでこの問題の解決としてヘテロ2本鎖核酸のひとつであるToc-HDOを考案した。

## 構造
HDOは12～20塩基程度の主鎖DNAにcRNA（相補的なRNA、complementary RNA）を結合させたものである。主鎖DNAは5’末端および3’末端のWingと呼ばれる領域の2～3塩基がLNA（2’,4’-bridged nucleic acid）などの修飾核酸が用いられており、ギャップマー型のアンチセンス核酸である。すべてのリン酸ジエステル結合部分は硫黄化されている。cRNAのWingは2’-O-methyl RNAなどの修飾核酸で構成されている。このWingの修飾により2本鎖形成が強固になり生体内でエキソヌクレアーゼ耐性が高まっていると考えられている。標的組織に応じて脂質や抗体などのデリバリー分子をcRNAに結合させることができるのがHDOの大きな特徴である。

## 作用機序
HDOは強固に2本鎖形成をしており生体内でエキソヌクレアーゼ耐性を保っている。細胞内に取り込まれると、細胞内でRNase HによりcRNA鎖が切断される。cRNA鎖の切断によって1本鎖のギャップマー型アンチセンス核酸となった主鎖DNAは標的RNAに結合し、再びRNase Hが標的RNAを切断することでRNA抑制効果を発揮すると想定されている。アンチセンス核酸は細胞内で後期エンドソームで脱出するがHDOは早期エンドソームで脱出する。また。ANXA5、CA8、APEX1、FEN1というHDO結合タンパクが同定され、細胞内のHDOの活性に関与することが明らかになった。アンチセンス核酸とは異なる細胞内動態をもつと考えられている。

## 薬効
Toc-HDOは肝臓への到達量がASOの5倍、肝臓へ到達した核酸あたりの有効性は4.8倍上昇しており、ED50（effective dose 50）解析では約22.2 倍の有効性を示した。肝臓以外の組織でも優れたRNA抑制効果が認められている。高い有効性から核酸投与量を減らすことが可能となりアンチセンス核酸がもつ肝毒性を軽減できる可能性がある。LNPは構造が複雑で製品の均一化がしばしば課題となり、安全面では免疫原性や細胞毒性が問題となる。Toc-HDOはシンプルな構造をしているためその点は有利な可能性がある。

## 研究成果
血液脳関門を制御するヘテロ2本鎖核酸
Toc-HDOを用いて血液脳関門を構成する脳微小血管内皮細胞のRNA抑制を抑制した報告がある。さらにこの報告ではToc-HDOの反復投与でmRNA抑制効果が蓄積することを示した。さらにToc-HDOを用いたアンチミア（antimiR）は脳卒中モデルマウスの病巣に効率的に送達された。
後根神経節や坐骨神経を制御するヘテロ二本鎖核酸
Toc-HDOは後根神経節や坐骨神経の遺伝子制御が可能である。糖尿病性末梢神経障害マウスモデルにおいてMALAT1を標的とするToc-HDOを投与すると核スペックルが消失し、神経変性が悪化した。
リンパ球を制御するヘテロ二本鎖核酸
リンパ球は生体内でアンチセンス核酸やsiRNAの取り込みが悪いため、血中に循環しているリンパ球内の遺伝子制御は非常に非効率的であった。Toc-HDOは従来の核酸医薬では遺伝子制御が困難であったリンパ球の遺伝子制御を可能にした。多発性硬化症モデルである実験的自己免疫性脳脊髄炎(EAE)やマウス移植片対宿主病（GVHD）モデルにおいて、α4β1インテグリン(VLA-4)を標的としたToc-HDOの投与により表現型の改善が認められた。
マイクロRNAを制御するヘテロ2本鎖核酸
マイクロRNAを標的とするアンチセンス核酸をアンチミア（antimiR）という。HDOは非ギャップマー型アンチセンス核酸であるアンチミアの細胞内活性も改善させることが明らかになった。デリバリーを結合していないHDOアンチミアは従来のアンチミアと同じ血中濃度や肝臓内濃度でより優れたマイクロRNA抑制効果を示した。従来のアンチミアはマイクロRNAに直接結合し機能を抑制するが、HDOアンチミアはマイクロRNAに結合するだけではなく、マイクロRNA自体を減少させる。従来のアンチミアと異なるメカニズムをもつと考えられる。
血液脳関門通過性ヘテロ2本鎖核酸
東京医科歯科大学の横田隆徳らは血液脳関門を通過して効率的に脳内に導入できるリガンド分子の検索を行った。コレステロールをヘテロ2本鎖核酸に結合することで血液脳関門通過性ヘテロ2本鎖核酸（Chol-HDO）を開発した。Chol-HDOは神経細胞やミクログリアなど中枢神経系で標的遺伝子を70% - 90%抑制した。Chol-HDOを用いて武田薬品工業と神経難病克服のための共同研究を行った。さらに横田隆徳らは多発性硬化症動物モデルである実験的自己免疫性脳脊髄炎（EAE）に、CD40遺伝子を標的としたChol-HDOを全身投与した。Chol-HDOは活性化ミクログリアや中枢神経浸潤マクロファージに分布し、EAE臨床スコアの改善が認められた。またChol-HDOは血液脳関門が破壊されているEAEにおいても従来のアンチセンス核酸よりも効果が高かった。
DNA/DNAヘテロ二本鎖核酸
東京医科歯科大学の横田隆徳らはIONIS社との共同研究でDNA/RNAヘテロ二本鎖核酸ではなくDNA/DNAヘテロ二本鎖核酸を考案した。DNA同士の二本鎖であるが修飾が異なるためヘテロ二本鎖核酸である。DNA/DNAヘテロ二本鎖核酸はDNA/RNAヘテロ二本鎖核酸の副作用を回避する方法になる可能性がある。

## 大学発ベンチャー
HDO技術の事業化を目的として大学発ベンチャーであるRena Therapeuticsが設立された。HDOの臨床応用をめざし大手製薬企業と共同研究開発事業や基盤技術のライセンス事業を行っている。